# StarCraft 2 (eSport)
La compétition professionnelle StarCraft 2 réunit des joueurs professionnels s'affrontant dans le jeu de stratégie en temps réel StarCraft 2 de Blizzard Entertainment. La pratique professionnel du jeu a commencé en 2010 dès sa sortie, car le jeu était la suite de StarCraft qui a jeté les bases du succès de la Corée du Sud pour le jeu compétitif. 
Entre 2012 et 2019, les tournois principaux se font sous la bannière StarCraft II World Championship Series (WCS) et sont centrés autour de la Global StarCraft II League en Corée et du circuit des World Championship Series partout ailleurs. 
À partir 2020 Blizzard changeat le format des WCS en concluant un partenariat de trois ans avec les organisateurs d'esports ESL et DreamHack, le partenariat se finissant en 2024. 
Par la suite le circuit implicite devient celui de l'Esports World Cup,.

## Histoire

### Attentes avant la sortie
Avant la sortie de StarCraft II, son prédécesseur : Brood War était considéré comme l'esport le plus réussi, doté de son propre système de classement, et étant considéré comme le sport national en Corée du Sud, où deux chaînes de télévision étaient destinées à la diffusion de matchs StarCraft professionnelle. En tant que tel, l’original était considéré comme le sport fondateur de l’infrastructure et de la scène à succès du pays notamment par la création de l'Association coréenne des sports électroniques (KeSPA) et de la ligue par équipes professionnelles qu'elle administrait, StarCraft Proleague. Cela a suscité de grandes attentes quant au succès de la suite en tant qu'esport, mais également un conflit entre KeSPA et Blizzard Entertainment, déclenchant une bataille juridique de trois ans entre eux signifiant que KeSPA ne passerait pas à StarCraft II lors de sa sortie.
Les premiers grands tournois de StarCraft II ont eu lieu pendant la phase de test bêta dans les mois précédant la sortie, le plus notable étant le HDH Invitational, et le joueur d'esports Sean "Day[9]" Plott 's King of the Beta. Le succès de l'audience et du parrainage de ces premiers événements a cimenté de grandes attentes quant au jeu professionnel du titre avant sa sortie en juillet 2010.

### Premiers succès
StarCraft II a été un esport à succès dès son lancement, devenant l'élément principal de nombreuses ligues et circuits de tournois en cours avec certaines des plus grandes cagnottes du jeu professionnel. Parmi ceux-ci, les premiers grands événements professionnels du jeu ont été organisés par la Major League Gaming et Intel Extreme Masters dans les mois qui ont suivi la sortie du jeu, avec l'IEM Season V - Global Challenge Cologne et le MLG Pro Circuit Raleigh 2010,. Peu de temps après, la première ligue professionnelle de jeu a été créée en Corée, la Global StarCraft II League (GSL) organisée par GOMTV. Le jeu est également devenu un élément principal de Dreamhack à partir d'une diffusion en novembre 2010 et d'Assembly la même année,. La popularité précoce du titre a également conduit à la création de plusieurs compétitions réservées à StarCraft II en dehors de la Corée, avec le retour du propre événement de TeamLiquid, le pilier de StarCraft, la Team Liquid StarCraft League (TSL), et la création de la Ligue des étoiles nord-américaine (NASL).
Blizzard et GOMTV ont signé un accord le 26 mai 2010, permettant à cette dernière de créer et de diffuser la GSL en commençant par une série de trois tournois ouverts, chacun doté d'une cagnotte de 170 000 $ US, en Corée du Sud. Cet accord faisait suite à la décision de Blizzard de mettre fin aux négociations avec KeSPA et confirmait que Blizzard avait décidé de travailler avec un autre partenaire pour promouvoir StarCraft II en tant qu'esport en Corée du Sud. Le groupe d'intérêt public à but non lucratif Public Knowledge a fait la déclaration suivante concernant le problème : "Les conditions d'utilisation de Battle.net déclarent que le fait d'"utiliser le Service pour tout « e-sport » ou compétition de groupe sponsorisé, promu ou facilité par toute entité commerciale ou à but non lucratif sans le consentement écrit préalable de Blizzard. " Suite à la transition de la GSL vers un format de ligue régulière en 2011 avec deux niveaux de jeu, Code S et Code A, la première ligue par équipes professionnelles coréennes pour StarCraft II a été lancée par GOMTV, la Global StarCraft II Team League (GSTL). . Parallèlement, la Fédération e-Sports (eSF) a été fondée pour représenter les équipes participant à la ligue par équipes.

### Ère WCS

#### Pic KeSPA et début des WCS
La fin de 2011 et 2012 ont constitué l'apogée de StarCraft II en tant que plus grand esport au monde, avec la transition de KeSPA et des tournois associés StarCraft Proleague (SPL) et Ongamenet Starleague (OSL) vers StarCraft II. 2012 a vu la création des World Championship Series (WCS), sanctionnées et organisées par Blizzard. StarCraft II est resté l'esport le plus vu, sponsorisé et actif au monde et, pour la première fois depuis sa sortie, a clairement pris la place ' StarCraft en Corée du Sud alors que toutes les équipes professionnelles et les deux ligues y ont fait la transition.
Des années après la fin des négociations, Blizzard et KeSPA ont de nouveau repris la conversation, ce qui a permis à KeSPA de recevoir une licence de Blizzard en 2012 et à Ongamenet d'annoncer les compétitions StarCraft II commençant à l'été 2012. Cela les a mis en concurrence directe avec la GSL et la GSTL et a conduit à une division de la ligue par équipes où les équipes eSF jouaient dans la GSTL et les équipes KeSPA jouaient dans la SPL. Le WCS a présenté plus de 30 événements LAN et a culminé avec le plus grand événement StarCraft II jusque-là en Chine dans le cadre des finales mondiales des Battle.net World Championship Series.
À partir de la sortie de Heart of the Swarm début 2013, les WCS sont passés à un format de ligue alors que Blizzard renforçait son emprise sur la compétition professionnelle StarCraft II avec l'introduction de points WCS qui décidaient qui se qualifierait pour le plus grand tournoi de l'année, le WCS Global Finales. Cela a conduit à moins d'événements non WCS chaque année, 2014 marquant le dernier événement StarCraft II de la Major League Gaming, le deuxième coup dur porté à la scène nord-américaine après le dernier événement NASL fin 2012. La compétition non coréenne s'est rapidement concentrée presque exclusivement sur les événements WCS, contrairement aux circuits compétitifs largement décentralisés des années précédentes.

#### Fin de la Proleague
En Corée, au plus fort de la rivalité entre l'eSF et la KeSPA, la KeSPA s'est imposée dans la compétition par équipe alors que la GSTL a terminé sa deuxième saison de 2013 et sa dernière. Les équipes restées de l'eSF après la fin de la GSTL sont passées à la Proleague au cours des saisons 2014 et 2015. Cependant, la ligue individuelle OSL soutenue par KeSPA s'est repliée en 2013 après sa deuxième saison globale de StarCraft II et la seule cette année-là. La seule ligue individuelle qui restait pour 2014 était la GSL. 

#### Perte d'intérêt entre 2014 à 2016
Au cours des années suivantes, la GSL a été rejointe par la StarCraft II StarLeague (SSL), tandis que la Proleague s'est fermée après sa première et unique saison Legacy of the Void

#### Regain de 2016 À 2019
En 2016 à la suite d'un scandale de matchs truqués qui a vu l'un des joueurs les plus titrés du jeu, Lee "Life" Seung-Hyun, est interdit définitivement de compétition. La fin de la compétition par équipe en Corée a marqué le point bas de la scène du jeu dans le pays et s'est accompagnée d'un regain d'intérêt pour la compétition professionnelle StarCraft : Brood War.`
Fin 2017, le StarCraft II Warchest a été introduit, proposant des récompenses cosmétiques et un système de déverrouillage pour les accompagner. Pour chaque achat, 25 % des ventes ont été consacrées au financement de l'e-sport de StarCraft II, et l'objectif de financement de la BlizzCon 2017, un financement participatif de 200 000 $, a été atteint au cours de la première des trois étapes du financement participatif. Le reste des fonds gagnés a servi à financer d’autres événements au cours des mois et de l’année suivants. De nouveaux trésors de guerre ont été publiés à la fois pour le Championnat du monde IEM 2018, augmentant à nouveau la cagnotte des 150 000 $ visés lors de la première étape, et pour la BlizzCon 2018, augmentant à nouveau la cagnotte des 200 000 $ visés lors de la première étape.
Lors de la BlizzCon 2017, Blizzard Entertainment a annoncé que StarCraft II deviendrait gratuit à partir du 14 novembre 2017. Cela comprenait la campagne Wings of Liberty, l'accès multijoueur et coopératif complet de Legacy of the Void, ainsi que la section de jeux personnalisés appelée Arcade, pour tout le monde. Cela a conduit à un regain d'intérêt et de base de joueurs alors que l'audience de StarCraft II a augmenté en 2018, avec de nombreux événements montrant de grandes améliorations, certains ayant plus du double de leur audience de 2017. Cela comprenait le tournoi GSL vs. the World 2018, le premier événement GSL à être remporté par un joueur finlandais non coréen Joona "Serral" Sotala. Il est devenu le tournoi coréen le plus regardé en dehors de la Corée pour StarCraft II. L'audience des réseaux de télévision n'est pas disponible pour une comparaison nationale.
StarCraft II a également connu une croissance et une reconnaissance en tant que sport de compétition international, car il a été présenté lors d'un tournoi d'exhibition avant les Jeux olympiques d'hiver de 2018 à l'IEM PyeongChang parrainé par Intel, qui a été remporté par la Canadienne Sasha "Scarlett" Hostyn, et le jeu a été également présenté dans le cadre de l'exposition esports des Jeux asiatiques 2018, un événement remporté par le Sud-Coréen Cho "Maru" Seong-ju.

### Passage à ESL/DreamHack
En 2020, Blizzard s'associe aux organisateurs d'esports ESL et DreamHack pour une période de trois ans, au cours de laquelle le format de qualification du tournoi serait remplacé par des coupes hebdomadaires et les finales mondiales n'auraient plus lieu à la BlizzCon, mais plutôt l'événement Intel Extreme Masters servirait cet objectif. Ce nouveau système est dénommé ESL Pro Tour.
Ce circuit a couronné des champions du monde lors d’événements emblématiques tels que l’IEM Katowice qui remplace alors les championnats du monde de 2020 à 2023 puis en 2024 le titre de championnat du monde est déterminé à l'Esport World Cup.

### Arrêt de EPT et EWC Tour de facto
La scène professionnelle de StarCraft II connaît une transition majeure en 2025 avec l’arrêt de l’ESL Pro Tour, qui avait structuré la compétition mondiale de 2020 à 2024. 
Malgré la fin de l’EPT, StarCraft II conserve une place de choix sur la scène e-sportive grâce à son intégration à l’Esports World Cup 2025. Ce tournoi majeur se déroulera à Riyad, en Arabie Saoudite, du 22 au 25 juillet 2025, avec une dotation de 700 000 dollars.
Les joueurs de la final seront entre autres issus de qualifications régionales (Europe, Amériques, Asie, Corée), mais également des saisons de la GSL et du tournoi DreamHack Dallas 2025, prévu du 23 au 25 mai  offrant aux joueurs plusieurs opportunité de sécuriser leur place pour le tournoi principal de l’année : l'Esports World Cup 2025. 

## Palmarès des championnats du monde

### Par éditions
| Saison       | Gagnant        | Finaliste   | Événement                          | Date                   | Lieu        |
| WCS Circuit  | WCS Circuit    | WCS Circuit | WCS Circuit                        | WCS Circuit            | WCS Circuit |
| ------------ | -------------- | ----------- | ---------------------------------- | ---------------------- | ----------- |
| 2012         | (P) Parting    | (P) Creator | 2012 Battle.net World Championship | 17 et 18 novembre 2012 | Shanghai    |
| 2013         | (P) sOs        | (Z) Jaedong | 2013 WCS Global Finals             | 8 et 9 novembre 2013   | Anaheim     |
| 2014         | (Z) Life       | (T) MMA     | 2014 WCS Global Finals             | 7 et 8 novembre 2014   | Anaheim     |
| 2015         | (P) sOs (2)    | (Z) Life    | 2015 WCS Global Finals             | 6 et 7 novembre 2015   | Anaheim     |
| 2016         | (T) ByuN       | (Z) Dark    | 2016 WCS Global Finals             | 4 et 5 novembre 2016   | Anaheim     |
| 2017         | (Z) Rogue      | (Z) soO     | 2017 WCS Global Finals             | 3 et 4 novembre 2017   | Anaheim     |
| 2018         | (Z) Serral     | (P) Stats   | 2018 WCS Global Finals             | 2 et 3 novembre 2018   | Anaheim     |
| 2019         | (Z) Dark       | (Z) Reynor  | 2019 WCS Global Finals             | 1 et 2 novembre 2019   | Anaheim     |
| ESL Pro Tour |                |             |                                    |                        |             |
| 2020/21      | (Z) Reynor     | (P) Zest    | IEM Katowitce 2021                 | février 2021           | Katowice    |
| 2021/22      | (Z) Serral (2) | (Z) Reynor  | IEM Katowitce 2022                 | février 2022           | Katowice    |
| 2022/23      | (T) Oliveira   | (T) Maru    | IEM Katowitce 2023                 | 8 au 12 février 2023   | Katowice    |
| 2023/24      | (T) Clem       | (Z) Serral  | Esports World Cup 2024             | 18 août 2024           | Riyad       |
| EWC Tour     |                |             |                                    |                        |             |
| 2024/25      | (Z) Serral (3) | (P) Classic | Esports World Cup 2025             | 22 au 25 juillet 2025  | Riyad       |

## Autres compétitions internationales

### Jeux asiatiques
Starcraft II faisait partie d'un événement de démonstration de sports électroniques lors des Jeux asiatiques de 2018 qui se sont tenus en Indonésie. Huit pays ont participé après s'être qualifiés dans leurs régions respectives, l'Indonésie étant automatiquement qualifiée comme pays hôte.
| Année                   | Or                               | Argent                        | Bronze                            |
| ----------------------- | -------------------------------- | ----------------------------- | --------------------------------- |
| Jeux asiatiques de 2018 | Cho "Maru" Seong-ju Corée du Sud | Huang "Nice" Yu-hsiang Taïwan | Trần "MeomaikA" Hồng Phúc Vietnam |

### Jeux asiatiques d'arts martiaux et en salle
Starcraft II fait partie de l'événement de sports électroniques des Jeux asiatiques en salle depuis 2013. L'événement de 2017 au Turkménistan a été boycotté par certains pays, dont le précédent vainqueur, la Corée du Sud. Les sports électroniques de l'édition 2017 n'ont plus été reconnus comme sport officiel mais sont devenus un sport de démonstration, pour accompagner le statut des sports électroniques aux Jeux asiatiques,.
| Année                     | Or                       | Argent                    | Bronze                     |
| ------------------------- | ------------------------ | ------------------------- | -------------------------- |
| 2013 (Hear of the Swarm)  | Kim Yoo-jin Corée du Sud | Lee Young-ho Corée du Sud | Li Junfeng Chine           |
| 2017 (Legacy of the Void) | Zhou Hang Chine          | Wang Lei Chine            | Bataagiin Ononbat Mongolie |